# X-Men: Pryde of the X-Men
X-Men: Pryde of the X-Men (comúnmente conocido como Pryde of the X-Men) es un episodio piloto animado originalmente transmitido en 1989 en el bloque de televisión Marvel Action Universe, con los superhéroes mutantes de Marvel Comics, los X-Men. El piloto se transmitió con poca frecuencia en sindicación, y luego se lanzó en video. Más tarde sirvió de base para el juego arcade X-Men de Konami.

## Resumen

### Episodio piloto
El título es un juego de palabras con el nombre de Kitty Pryde, la más joven de los X-Men. La serie que este episodio estaba destinado a lanzar nunca se materializó; Marvel Productions tendría que volver a la mesa de dibujo para los X-Men de 1992. La financiación para este piloto en realidad provino del presupuesto de RoboCop: La serie animada. En lugar de hacer un episodio número 13 de RoboCop, Marvel Productions decidió usar su financiación para que Toei Animation produzca la animación para este piloto. El piloto en sí está más específicamente influenciado por las publicaciones #129–139 de Uncanny X-Men.
Poco después de que se entregara este piloto, Marvel comenzó a tener problemas financieros (New World Pictures, que había comprado a Marvel Entertainment Group o MEG de Cadence Industries en 1986, vendió MEG en enero de 1989 a Andrews Group) y dejó de trabajar en casi todo menos en Muppet Babies. Este piloto marcó efectivamente el final del universo animado de Marvel creado por DePatie-Freleng Enterprises/Marvel Productions, que comenzó con Los 4 Fantásticos (1978) y continuó con Spider-Woman (1979), Spider-Man (1981), Spider-Man and His Amazing Friends (1982) y The Incredible Hulk (1982). Los propios X-Men habían protagonizado previamente varios episodios de Spider-Man and His Amazing Friends, aunque esa serie en particular no necesariamente tiene la misma continuidad que "Pryde of the X-Men".

### Personajes principales
Narrado por el cocreador de X-Men, Stan Lee, Pryde of the X-Men está protagonizado por el Profesor X y los X-Men, conocidos como Cíclope, Tormenta, Nightcrawler / Rondador Nocturno, Coloso, Wolverine / Lobezno, Kitty Pryde y Dazzler salvando al mundo de Magneto y su "Hermandad de Mutantes" (Sapo, Blob / La Mole, Pyro, Juggernaut y Emma Frost, que además de sus habilidades telepáticas, muestra la capacidad de crear "rayos psicológicos", a veces llamados "lanzas de energía psiónica" o "arpones psíquicos", que pueden dañar objetos físicos, similares a las habilidades de su personaje en los primeros cómics). La Mansión X, la sala de peligro, Cerebro, Pájaro Negro, Asteroide M y Lockheed, que fue introducido como una plaga en el Asteroide M, también se presentan.
La alineación del equipo para los X-Men es similar a la alineación para los X-Men 'All New All Different' de 1975. Las principales diferencias son que Thunderbird / Ave de Trueno, Banshee y Sunfire / Fuego Solar no están en el equipo de la caricatura, aunque también serían los miembros más cortos de la iteración de los cómics, mientras que Kitty Pryde y Dazzler se unirían más tarde.

### Trama
El archienemigo de los X-Men Magneto está siendo transportado por un convoy militar. Magneto no puede usar sus poderes, atrapado en un campo de fuerza, hasta que aparece Emma Frost. Miembro de su "Hermandad de mutantes", dispersa a la escolta y desmantela el campo que restringe a Magneto, permitiéndole usar sus poderes magnéticos para destrozar su prisión portátil y escapar.
En otro lugar, Kitty Pryde llega a la escuela del profesor Xavier para ser entrenada para usar su poder de eliminación gradual, pasando a través de la materia sólida. El profesor la lleva a la sala de peligro y le presenta a los X-Men: Cíclope, Coloso, Dazzler, Nightcrawler/Rondador Nocturno, Tormenta y Wolverine/Lobezno. Kitty está asustada por la apariencia demoníaca de Nightcrawler y casi hace que la sala de peligro se vuelva loca, lo que hace que Wolverine insista en que los X-Men no tienen espacio para niños.
Magneto envía a Pyro y Blob/La Mole para recuperar las coordenadas de seguimiento del cometa Scorpio que se acerca a la Tierra. Esto tiene el objetivo secundario de desviar a los X-Men mientras Magneto y Juggernaut invaden la Mansión X. El profesor aprende de los pensamientos de Magneto que han venido por el "circuito de energía mutante" de Cerebro (la computadora de rastreo de mutantes). Se lo da a Kitty y le ordena que huya, pero Magneto logra capturarlo.
Los X-Men regresan de su enfrentamiento con Blob/La Mole y Pyro para encontrar la mansión en ruinas y el Profesor y Kitty inconscientes. Xavier una vez más lee los pensamientos de Magneto, esta vez aprendiendo todos los detalles de su plan. Magneto planea redirigir el cometa Scorpio que pasa a un curso de colisión con la Tierra. Esto enviaría una nube de polvo y escombros, bloqueando el Sol durante años, sumergiendo al planeta en otra Edad de Hielo, lo que dejaría a los humanos normales debilitados, permitiendo que los mutantes se hicieran cargo. Los X-Men se van de inmediato hacia el Asteroide M del santuario en órbita de Magneto, pero los X-Men le indican a Kitty que se quede, ya que la misión es demasiado peligrosa y no ha sido entrenada. Kitty, sin embargo, queriendo probar su valía y enmendar su anterior fracaso, se metió a bordo del Pájaro Negro y se escondió, con la bendición del Profesor.
Al llegar al asteroide, cada X-Man se enfrenta rápidamente con un obstáculo en el camino a Magneto: se necesita una tormenta para cubrir la brecha que los X-Men golpean en el Asteroide M, Dazzler se enfrenta a Pyro, Wolverine/Lobezno atrapa a Sapo, Coloso se enfrenta a Juggernaut, y Cíclope lucha contra Emma Frost. Solo Nightcrawler/Rondador Nocturno (después de teletransportarse sin esfuerzo por Blob/La Mole) finalmente se enfrenta a un Magneto que se regodea mientras el cometa Escorpio se acerca a la Tierra. Cuando Magneto está a punto de destruir a Nightcrawler, Kitty emerge del piso, haciendo que Magneto explote accidentalmente el cableado de su dispositivo. Nightcrawler se teletransporta y usa su cuerpo como una conducta, mientras Kitty golpea a Magneto en la plataforma, usando su poder para redirigir el curso del cometa hacia el Asteroide M. Nightcrawler debe arriesgarse a sacrificarse para completar el circuito de la máquina, o el cometa cambiará el curso de nuevo a Tierra.
Los X-Men miran desde el Pájaro Negro para que Nightcrawler se teletransporte en el último minuto. El cometa y el asteroide chocan, pero Nightcrawler se reorganiza en el espacio. El equipo intenta recuperarlo con los brazos de agarre del Pájaro Negro antes de que se queme entrando en la atmósfera. Ellos fallan, y Nightcrawler se desintegra. Los X-Men lloran a su compañero de equipo caído, y Kitty llora por lo mal que lo había tratado antes. Pero luego de toser desde uno de los casilleros de almacenamiento revela que Nightcrawler acaba de teletransportarse al avión antes de que la compresión atmosférica quemara por completo su traje. Mientras que los X-Men le dan crédito a Kitty por sus esfuerzos, Wolverine insiste en que Kitty no es miembro de los X-Men, al menos, todavía no.

## Créditos

### Reparto
| Michael Bell       | Cíclope y voces adicionales                          |
| Andi Chapman       | Tormenta y voces adicionales                         |
| Ronald Gans        | Juggernaut                                           |
| Alan Oppenheimer   | Blob / La Mole y Colonel Chaffey                     |
| Neil Ross          | Nightcrawler / Rondador Nocturno y voces adicionales |
| Kath Soucie        | Kitty Pryde                                          |
| Alexandra Stoddart | Dazzler y voces adicionales                          |
| Earl Boen          | Magneto                                              |
| Pat Fraley         | Pyro y voces adicionales                             |
| Dan Gilvezan       | Coloso                                               |
| Patrick Pinney     | Wolverine / Lobezno y voces adicionales              |
| Susan Silo         | Emma Frost                                           |
| John Stephenson    | Profesor X y voces adicionales                       |
| Frank Welker       | Sapo y Lockheed                                      |

### Equipo
| Stan Lee                      | Narración              |
| Larry Parr                    | Escritor               |
| Will Meugniot                 | Productor              |
| Ray Lee                       | Director de animación  |
| Stu Rosen                     | Director de voz        |
| Margaret Loesch y Lee Gunther | Productores ejecutivos |
| Robert J. Walsh               | Compositor             |

## Respuesta crítica
La reacción de los aficionados al piloto es generalmente mixta. Aunque elogiados por su animación de alta calidad, los fanes simplemente sintieron que el piloto, en su mayoría, se mostraba demasiado camp para un cómic (especialmente bajo la dirección de John Byrne y Chris Claremont) con temas a menudo oscuros y orientados a los adultos como X-Men. Las secuencias de acción en pantalla tuvieron que ser severamente reducidas para un programa de dibujos animados para niños, y el episodio sólo trata superficialmente el tipo de temas sociales que a menudo se tratan en los cómics, como el aislamiento, la intolerancia y el racismo.
Además, a los puristas no les gustaba la forma en que se representaban ciertos personajes en el piloto. Por ejemplo, a Kitty Pryde se le veía en sus ojos como una damisela en apuros (aunque esto puede haber sido el comienzo de su arco de personajes, evolucionando finalmente a una heroína más fuerte y madura). Los fanes también encontraron confuso ver a Emma Frost ser retratada como miembro de la Hermandad de los Mutantes. Esta Hermandad era una mezcla del grupo de Magneto (con la inclusión de Sapo) y Mystique (con la inclusión de Pyro y Blob) junto con la previamente no afiliado Juggernaut y Emma Frost. Lo más importante es que los fanes se molestaron por el sonido del tradicional Wolverine canadiense, hablando con acento australiano. Este error de casting parecía provenir de un breve repaso del guion en el que, de forma burlona, Wolverine llama al personaje tradicionalmente australiano Pyro, un dingo Sin embargo, en la versión final, Wolverine llama a Sapo un "dingo" en lugar de Pyro.
Según Rick Holberg (tomado directamente del libro X-Men: The Characters and Their Universe), artista de storyboard y finalizador de Pryde of the X-Men y Spider-Man and His Amazing Friends:

Terminé siendo el director de voces del programa, y me vi obligado a usar la versión australiana de Wolverine (que coincidentemente, prefiguró el casting del actor australiano Hugh Jackman en la película de acción en vivo X-Men), porque todo este material australiano era popular en ese momento - las películas de Mad Max, "Cocodrilo" Dundee, y así sucesivamente - iba a resultar (en los cómics) que Wolverine era un australiano expatriado. Sin embargo, la dirección del personaje nunca pasó de las etapas de la trama y Wolverine siguió siendo canadiense en los cómics.

A pesar de la afirmación de Holberg, Lobezno se había establecido como personaje canadiense desde el primer número de Giant Size X-Men, publicado en 1975. El animal que lleva su nombre no se encuentra en Australia. En 1988, se estaba publicando el segundo volumen de Wolverine (un libro mensual) y estaba bien establecido que el personaje era canadiense en la serie mensual de Wolverine, el libro Uncanny X-Men, el Classic X-Men (reimpresiones con nuevo material añadido), y el cómic derivado de X-Men, Alpha Flight, que se publicó por primera vez en 1983. No hay pruebas de que haya habido algún plan de Len Wein, Roy Thomas, John Romita Sr., Chris Claremont, John Byrne, Dave Cochrum, o incluso Stan Lee para hacer de Lobezno un "expatriado australiano". Según todos los indicios, esto fue sólo idea de Holberg. Lo que puede haber confundido a Holberg es que la base de los X-Men estaba en Australia en los cómics durante algunas de las historias publicadas en 1989.

## Lazos

### Novelas gráficas
En 1990, Marvel publicó una novela gráfica titulada X-Men Animation Special, una adaptación de Pryde of the X-Men que presentaba imágenes cinematográficas de animación cel de los dibujos animados en lugar de arte original.

### Videojuegos
En 1989, X-Men: Madness in Murderworld (también conocido simplemente como X-Men) fue lanzado para los sistemas informáticos DOS, Commodore 64 y Amiga. Fue desarrollado y publicado por Paragon Software en 1989 y contó con el elenco de Pryde of the X-Men. Era un desplazador lateral con rompecabezas ambientados en Murderworld. Se incluyó una edición limitada de un cómic.
En 1990, LJN lanzó The Uncanny X-Men para el Nintendo Entertainment System, con una alineación casi exacta del equipo de esta caricatura, sólo cambiando Dazzler por Iceman. El juego recibió críticas negativas, y fue nombrado uno de los peores juegos de superhéroes de todos los tiempos por Seanbaby.
En 1992, Konami produjo un juego arcade de X-Men basado en el piloto Pryde of the X-Men. Hasta seis jugadores pueden elegir entre seis X-Men: Cíclope, Coloso, Wolverine/Lobezno, Tormenta, Nightcrawler/Rondador Nocturno o Dazzler. Su objetivo es evitar que el villano Magneto cause estragos en la civilización humana. Deben luchar a través de un ejército de centinelas de tamaño humano y supervillanos como Pyro, Blob/La Mole, Wendigo, Nimrod, Emma Frost, Juggernaut y Mystique/Mística. Más tarde, Magneto secuestra al Profesor X y a Kitty Pryde, lo que lleva a los héroes a una misión de rescate. Los héroes se abren camino hasta la Isla M y, finalmente, hasta la base de Magneto en el Asteroide M, donde tiene lugar la batalla final con Magneto.